# Harpinia salebrosa
Harpinia salebrosa är en kräftdjursart. Harpinia salebrosa ingår i släktet Harpinia och familjen Phoxocephalidae. Inga underarter finns listade i Catalogue of Life.